# Ренато Проно
Ренато Давид Проно Фернандез (шп. Renato David Prono Fernandez; Асунсион, 2. март 1991) парагвајски је пливач чија специјалност су трке прсним стилом. 

## Спортска каријера
Проно је дебитовао на међународној сцени на светском првенству у малим базенима у Манчестеру 2008, односно на светском првенству у великим базенима у Риму 2009. године. Потом одлази на студије у Сједињене Државе, на Универзитет Тенесија, где наступа за универзитетски пливачки тим. Први значајнији резултат у каријери остварио је на Панамеричким играма у Гвадалахари 2011, где је као члан парагвајске штафете на 4×100 и 4×200 слободно заузео 4, односно седмо место у финалу. 
Наступао је и на светским првенствима у Казању 2015. (28. на 50 прсно и 44. на 100 прсно), Будимпешти 2017. (27. на 50 прсно и 44. на 100 прсно) и Квангџуу 2019. (30. на 50 прсно и 44. на 100 прсно).
На Јужноамеричким играма 2018. у Кочабамби у Боливији, освојио је сребрну медаљу у трци на 50 прсно, што је уједно и његов највећи успех у пливачкој каријери. 